# تل عباس الشرقي
تل عباس الشرقي هي قرية لبنانية من قرى محافظة عكار في محافظة الشمال. تقع في تجمع للقرى يسمى السهل في عكار.